# Belgiens herrlandslag i fotboll
Belgiens herrlandslag i fotboll representerar Belgien i fotboll på herrsidan. Lagets bästa resultat är OS-guld 1920, EM-silver 1980, fjärdeplatsen i VM 1986 och bronsmedalj i VM 2018.

## Historia
Det belgiska fotbollslandslagets första officiella match spelades redan 1 maj 1904 när resultatet blev oavgjort, 3-3, hemma mot Frankrike. Guldet i de Olympiska spelen hemma i Antwerpen 1920 blev den främsta meriten under de tidiga landslagsåren I finalen mötte Belgien Tjeckoslovakien. Belgarna ledde matchen 2-0 när, efter flera kontroversiella beslut, tjeckoslovakerna gick av plan några minuter före halvtid. Belgien tilldömdes därmed guldet.
Under den olympiska fotbollsturneringen i Paris 1924 förlorade laget mot det otippade svenska laget, som vann med 8-1. 1930, 1934 och 1938 deltog Belgien i VM. Därefter dröjde det till Världsmästerskapet i fotboll 1954 innan Belgien var med igen. Laget spelade oavgjort mot England (4–4) men åkte ut efter 1–4 mot Italien. 1970 var Belgien med i VM igen och vann premiärmatchen med 3–0 mot El Salvador men förlorade sedan mot Sovjetunionen och i en avgörande match om avancemang mot hemmalaget Mexiko.

### EM-silver
1972 var Belgien värd för EM-slutspelet men förlorade semifinalen mot de blivande europamästarna Västtyskland. Under 1980-talet kvalade Belgien in till EM både 1980 och 1984. I EM 1980 nådde laget överraskande final men förlorade med 1–2 mot Västtyskland i Rom. I det belgiska laget spelade bland andra Wilfried Van Moer, Jan Ceulemans, François Van Der Elst, René Vandereycken och Jean-Marie Pfaff.
1982 var Belgien tillbaka i VM och vann sin grupp efter bland annat 1-0 mot världsmästarna Argentina. Belgien kunde inte spela som innan i andra gruppspelet och förlorade matcherna mot blivande bronsmedaljörerna Polen och Sovjetunionen. 1986 tog sig Belgien till andra omgången där man slog ut Sovjet med 4-3. Samma siffror gällde i kvartsfinalen efter straffläggningen mot Spanien. I semifinalen tog det stopp när man mötte blivande världsmästarna Argentina. På 1990-talet gick Belgien till alla de tre slutspelen.
1980- och 1990-talet anses vara Belgiens framgångsrikaste period efter att man bland annat kvalificerat sig till sex raka VM-slutspel mellan 1982 och 2002. Under turneringen 2000 var man värd för tillsammans med Nederländerna, men gick inte vidare från gruppsspelet. Belgien vann öppningsmatchen mot Sverige med 2–1 men förlorade sedan mot blivande finalisterna Italien och Turkiet.

### Gyllene generationen

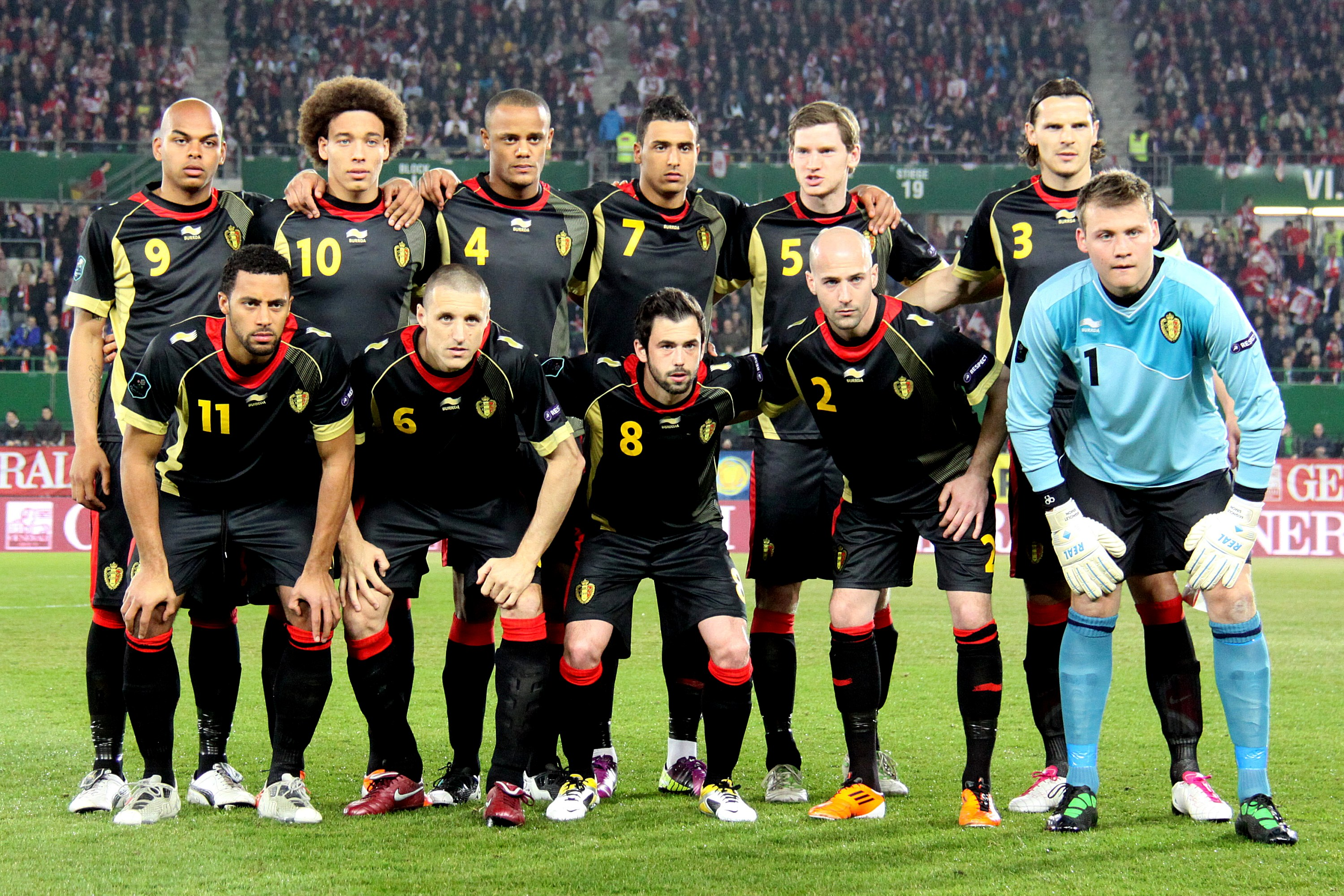
Belgiens landslag 2011.

Efter VM 2002 kvalade Belgien inte till något mästerskap fram till VM 2014. Den dåliga perioden gjorde att mycket arbeta lades på talangutveckling och i början av 2010-talet kom en rad internationella toppspelare fram som Kevin De Bruyne, Romelu Lukaku och Eden Hazard.
I VM 2014 nådde man kvartsfinal men blev utslagen av finalisten Argentina. Den belgiska gyllene generationen tog bronsmedalj i VM 2018 efter att ha besegrat England. Matchen före var, bevisligen, en förlust mot turneringens segrare, Frankrike, som utspelade sig jämt, landets två stora stjärnor och nyckelspelare Kevin De Bruyne och Eden Hazard lyckades inte bära sitt lag hela vägen.  
Största segern är 9-0 i en landskamp mot Zambia 1994. Belgien lyckades att vinna med samma marginal 2001 & 2017 när man besegrade San Marino med 10-1 respektive Gibraltar med 9-0. 1909 fick man sin största förlust efter 2-11 mot Storbritannien.

## Spelare

### Nuvarande trupp
Följande spelare är uttagna till EM-kvalet mot Österrike och Sverige den 13 respektive 16 oktober 2023.
Antalet landskamper och mål är korrekta per den 13 oktober 2023 efter matchen mot Österrike.
| Nr | Pos. | Namn                 | Födelsedatum (ålder) | Matcher | Mål |               | Klubb             |
| -- | ---- | -------------------- | -------------------- | ------- | --- | ------------- | ----------------- |
|    | MV   | Matz Sels            | 26 februari 1992     | 4       | 0   | Frankrike     | Strasbourg        |
|    | MV   | Thomas Kaminski      | 23 oktober 1992      | 0       | 0   | England       | Luton Town        |
|    | MV   | Arnaud Bodart        | 11 mars 1998         | 0       | 0   | Belgien       | Standard Liège    |
|    |      |                      |                      |         |     |               |                   |
|    | F    | Jan Vertonghen       | 24 april 1987        | 151     | 10  | Belgien       | Anderlecht        |
|    | F    | Timothy Castagne     | 5 december 1995      | 36      | 2   | England       | Fulham            |
|    | F    | Arthur Theate        | 25 maj 2000          | 11      | 0   | Frankrike     | Rennes            |
|    | F    | Wout Faes            | 3 april 1998         | 8       | 0   | England       | Leicester City    |
|    | F    | Zeno Debast          | 24 oktober 2003      | 4       | 0   | Belgien       | Anderlecht        |
|    | F    | Zinho Vanheusden     | 29 juli 1999         | 1       | 0   | Belgien       | Standard Liège    |
|    |      |                      |                      |         |     |               |                   |
|    | MF   | Yannick Carrasco     | 4 september 1993     | 69      | 10  | Saudiarabien  | Al Shabab         |
|    | MF   | Youri Tielemans      | 7 maj 1997           | 62      | 5   | England       | Aston Villa       |
|    | MF   | Charles De Ketelaere | 10 mars 2001         | 13      | 2   | Italien       | Atalanta          |
|    | MF   | Orel Mangala         | 18 mars 1998         | 9       | 0   | England       | Nottingham Forest |
|    | MF   | Amadou Onana         | 16 augusti 2001      | 9       | 0   | England       | Everton           |
|    | MF   | Olivier Deman        | 6 april 2000         | 1       | 0   | Tyskland      | Werder Bremen     |
|    | MF   | Mandela Keita        | 10 maj 2002          | 1       | 0   | Belgien       | Royal Antwerp     |
|    | MF   | Arthur Vermeeren     | 7 februari 2005      | 1       | 0   | Belgien       | Royal Antwerp     |
|    |      |                      |                      |         |     |               |                   |
|    | A    | Romelu Lukaku        | 13 maj 1993          | 111     | 78  | Italien       | Roma              |
|    | A    | Michy Batshuayi      | 2 oktober 1993       | 52      | 27  | Turkiet       | Fenerbahçe        |
|    | A    | Jérémy Doku          | 27 maj 2002          | 17      | 2   | England       | Manchester City   |
|    | A    | Loïs Openda          | 16 februari 2000     | 12      | 2   | Tyskland      | RB Leipzig        |
|    | A    | Dodi Lukebakio       | 24 september 1997    | 11      | 2   | Spanien       | Sevilla           |
|    | A    | Johan Bakayoko       | 20 april 2003        | 6       | 1   | Nederländerna | PSV Eindhoven     |

### Nyligen inkallade
Följande spelare har varit uttagna i det belgiska landslaget de senaste 12 månaderna.
| Pos. | Namn                | Födelsedatum (ålder) | Matcher | Mål | Klubb              | Senaste inkallelsen               |
| ---- | ------------------- | -------------------- | ------- | --- | ------------------ | --------------------------------- |
| MV   | Koen Casteels       | 25 juni 1992         | 7       | 0   | VfL Wolfsburg      | mot Österrike 13 oktober 2023     |
| MV   | Thibaut Courtois    | 11 maj 1992          | 102     | 0   | Real Madrid        | mot Estland 20 juni 2023          |
| MV   | Simon Mignolet      | 6 mars 1988          | 35      | 0   | Club Brugge        | VM 2022                           |
|      |                     |                      |         |     |                    |                                   |
| F    | Ameen Al-Dakhil     | 6 mars 2002          | 2       | 0   | Burnley            | mot Österrike 13 oktober 2023     |
| F    | Hugo Siquet         | 9 juli 2002          | 1       | 0   | Cercle Brugge      | mot Estland 12 september 2023     |
| F    | Sebastiaan Bornauw  | 22 mars 1999         | 4       | 0   | VfL Wolfsburg      | mot Estland 20 juni 2023          |
| F    | Thomas Meunier      | 12 september 1991    | 62      | 8   | Borussia Dortmund  | mot Tyskland 28 mars 2023         |
| F    | Toby Alderweireld   | 2 mars 1989          | 127     | 5   | Royal Antwerp      | VM 2022                           |
| F    | Jason Denayer       | 28 juni 1995         | 35      | 1   | Al Fateh           | VM 2022                           |
|      |                     |                      |         |     |                    |                                   |
| MF   | Aster Vranckx       | 4 oktober 2002       | 2       | 0   | VfL Wolfsburg      | mot Azerbajdzjan 9 september 2023 |
| MF   | Leander Dendoncker  | 15 april 1995        | 32      | 1   | Aston Villa        | mot Estland 20 juni 2023          |
| MF   | Hans Vanaken        | 24 augusti 1992      | 23      | 5   | Club Brugge        | mot Estland 20 juni 2023          |
| MF   | Alexis Saelemaekers | 27 juni 1999         | 11      | 1   | Bologna            | mot Estland 20 juni 2023          |
| MF   | Mike Trésor         | 28 maj 1999          | 2       | 0   | Burnley            | mot Estland 20 juni 2023          |
| MF   | Kevin De Bruyne     | 28 juni 1991         | 99      | 26  | Manchester City    | mot Österrike 17 juni 2023        |
| MF   | Dennis Praet        | 14 maj 1994          | 15      | 2   | Leicester City     | mot Tyskland 28 mars 2023         |
| MF   | Roméo Lavia         | 6 januari 2004       | 1       | 0   | Chelsea            | mot Tyskland 28 mars 2023         |
| MF   | Axel Witsel         | 12 januari 1989      | 130     | 12  | Atlético Madrid    | VM 2022                           |
| MF   | Bryan Heynen        | 6 februari 1997      | 0       | 0   | Genk               | VM 2022                           |
|      |                     |                      |         |     |                    |                                   |
| A    | Leandro Trossard    | 4 december 1994      | 28      | 6   | Arsenal            | mot Österrike 13 oktober 2023     |
| A    | Eden Hazard         | 7 januari 1991       | 126     | 33  | Karriären avslutad | VM 2022                           |
| A    | Dries Mertens       | 6 maj 1987           | 109     | 21  | Galatasaray        | VM 2022                           |
| A    | Thorgan Hazard      | 29 mars 1993         | 47      | 9   | Anderlecht         | VM 2022                           |

### Belgiska landslagsprofiler
- Philippe Albert
- Toby Alderweireld
- Walter Baseggio
- Roberto Bisconti
- Pierre Braine
- Jan Ceulemans
- Roger Claessen
- Ludo Coeck
- Thibaut Courtois
- Bertrand Crasson
- Gilles De Bilde
- Kevin De Bruyne
- Éric Deflandre
- Mousa Dembélé
- Geert De Vlieger
- Filip De Wilde
- Marouane Fellaini
- Régis Genaux
- Eric Gerets
- Bart Goor
- Michaël Goossens
- Fernand Goyvaerts
- Georges Grün
- Eden Hazard
- Vincent Kompany
- Philippe Léonard
- Romelu Lukaku
- Dries Mertens
- Emile Mpenza
- Mbo Mpenza
- Gaby Mudingayi
- Jean Nicolay
- Jean-Marie Pfaff
- Luigi Pieroni
- Christian Piot
- Michel Preud'homme
- Enzo Scifo
- Timmy Simons
- Wesley Sonck
- Lorenzo Staelens
- Daniel Van Buyten
- Anthony Vanden Borre
- Franky Van der Elst
- Philippe Vande Walle
- Roger Van Gool
- Louis Van Hege
- Paul Van Himst
- Dany Verlinden
- Thomas Vermaelen
- Jan Vertonghen
- Bernard Voorhoof
- Marc Wilmots
- Axel Witsel